# 20393 Kevinlane
A 20393 Kevinlane (ideiglenes jelöléssel 1998 MZ8) a Naprendszer kisbolygóövében található aszteroida. A LINEAR projekt keretében fedezték fel 1998. június 19-én.